# Hørelære
Hørelære er et fag der indgår i musikuddannelse. Man opøver evnen
til at identificere toner, toneintervaller, melodier, akkorder, rytmer og andre basiselementer i musikken. Faget indgår i uddannelsen af musikere, musiklærere, dirigenter og musikvidenskabsfolk.

## Trinhøring
Trinhøring/trinbevidsthed eller direkte oversat fra engelsk: functional pitch recognition, altså "genkendelse af tonehøjde i forhold til funktion", involverer identifikationen af en tone i kontekst af en etableret tonika. Når en tonika er etableret kan hver tone klassificeres uden reference til ledsagende toner. For eksempel: Når tonikaen G er nået, opdages det at tonen D spiller en rolle i den dominante tast for G. Der er ikke behov for nogen anden reference for at afgøre dette faktum.
Mange musikere bruger trinhøring for at identificere, forstå og værdsætte tonernes roller og betydning for en tast. Indtil nu kan bevægelige-do solmisation (do, re, mi, osv.) være særdeles behjælpelige. Benyttelse af sådanne systemer, toner med identiske funktioner er associerede med identiske labels (1 eller do, for eksempel).
Trinhøring er ikke det samme som fixed-do solfege, f.eks. do, re, mi, osv. Trinhøring understreger tonens rolle i forhold til tonikaen når fixed-do solfege symboler er mærkede som absolutte toneværdier (do=C, re=D, osv., på enhver tast). I fixed-do systemer (brugt på konservatorier romantiske(?) steder såsom Paris, Madrid, Rom og såvel Juilliard School og the Curtis Institute i USA) og solfege symboler beskriver ikke tonens rolle relativt til tonikaen, men nærmere den aktuelle tone.
I det bevægelige-do system forekommer der korrespondance mellem solfege symboler og en tones rolle. Det er dog ikke påkrævet at musikere associerer solfege med movable-do solmisation. Faktisk kan musikere udnytte det bevægelige-do system til at afmærke toner mens der mentalt trackes intervaller til at bestemme sekvenserne af solfege symboler.
Trinhøring har flere styrker og da størstedelen af musikken er tonal, er teknikken bredt gældende. Da referencetoner ikke er påkrævet, kan musikken brækkes op i tonegrupperinger. Tag for eksempel en slagtøjssekvens; en toneanalyse vil muligvis gentages med det sammen når en nemmere identificerbar tone bliver spillet. Med en trompet er der ingen grund til at holde styr på den sidst spillede node fra den sidste linje eller solo, og der er heller intet behov for at holde styr på serieintervallerne fra starten af nummeret. Da funktionen for tonearten er et nøgleelement, er sammensatte intervaller med intervalgenkendelse ikke et problem. Det er irrelevant, uanset hvilke noder i en melodi der er spillet i en enkelt oktav eller over adskillige oktaver.
Trinhøring har dog enkelte svagheder. Musik uden tonika eller tvetydig tonalitet giver ikke et billede af referencens nødvendighed for denne type analyse. Når man har med hovedændringer at gøre skal det vides, hvordan man tager højde for tringenkendelsen efter hovedændringerne: indhent den originale tonika eller ændre referencen til en ny tonika. Især dette sidste aspekt kræver en kontinuerlig real-tids analyse af kompliceret af modulationer og er hovedulempen for the bevægelige-do system. Problemet er analogt til simultan forestilling af diagramfunktionen der bliver udtalt højt – en upraktisk metode der ikke er godt for begyndere i feltet.